# درتشة (زاز الغربي)
درتشة (بالفارسية: درچه) هي منطقة سكنية تقع في إيران في قسم زاز الغربي الریفي. يقدر عدد سكانها بـ 45 نسمة .